# Paul Renucci
Paul Renucci (Erbajolo, 8 marzo 1915 – Beaulieu-sur-Mer, 9 novembre 1977) è stato un filologo, critico letterario e italianista francese, noto soprattutto come studioso di Dante.

## Biografia
Paul Renucci era figlio dell'italianista Toussaint Renucci. Nato in Corsica, frequentò le scuole dell'obbligo a Clermont-Ferrand e a Marsiglia, poi il Lycée Louis-le-Grand a Parigi. Studiò all'università di Pavia e alla Sorbona. Dopo la laurea, insegnò  nel liceo di Tolosa; conseguita successivamente l'agrégation, insegnò nella facoltà di Lettere dell'Strasburgo; nel 1958 succedette a Henri Bédarida nella cattedra d'italiano dell'Università di Parigi-Sorbona.
Si occupò di Torquato Tasso, di Federico Della Valle, di teatro italiano (in particolare curò per la Bibliothèque de la Pléiade i volumi dedicati a Goldoni e Pirandello). Ma l'impegno maggiore fu dedicato a Dante Alighieri, in particolare alla ricostruzione della cultura classica di Dante e alla sua visione della storia antica, e all'Umanesimo medievale europeo secondo i modelli degli Les Annales, in cui ripropose fra l'altro la teoria delle origini franco-medievali dell'Umanesimo italiano. Renucci aveva redatto peraltro la storia della cultura in Italia dall'alto Medioevo all'inizio del XVIII secolo nella Storia d'Italia Einaudi.
Morì a causa di un infarto del miocardio all'età di 61 anni a Beaulieu-sur-Mer mentre stava ritornando in Francia dall'Italia.

## Opere (selezione)
- (FR) Paul Renucci, L'aventure de l'humanisme européen au Moyen Âge : IV-XIV siècle, collana Les classiques de l'humanisme, Paris, Les Belles Lettres, 1953.
- Torquato Tasso, Aminta : favola boschereccia in cinque atti, un prologo e un epilogo, a cura di Paul Renucci e Renzo Milani, testo stabilito e commentato con introduzione da Paul Renucci e Renzo Milani, Paris, Les Belles Lettres, 1952, SBN LO10255740.
- (FR) Paul Renucci, Dante disciple et juge du monde gréco-latin, collana Les classiques de l'humanisme, Paris, Les Belles Lettres, 1954.
- (FR) Paul Renucci, Dante, collana Connaissance des lettres ; 51, Paris, Hatier, 1958.
- (FR) Paul Renucci, Une tragedie de la "raison de Dieu" : La "Iudit" de Federico Della Valle, Paris, Centre National de la Recherche Scientifique, 1962.
- (FR) Carlo Goldoni, Théâtre, collana Bibliothèque de la Pléiade; 238, traduzione di Michel Arnaud, préface de Paul Renucci ; textes traduits et annotés par Michel Arnaud ; notices par Anna Fontes, Paris, Gallimard, 1972, ISBN 2070106713.
- (FR) Luigi Pirandello, Théâtre complet, collana Bibliothèque de la Pléiade; 266, édition publiée sous la direction de Paul Renucci avec, pour ce volume, la collaboration de Michel Arnaud, Paris, Gallimard, 1977, ISBN 2070108791.
- Paul Renucci, La cultura, in Storia d'Italia, coordinamento di Corrado Vivanti e Ruggiero Romano, II - Dalla caduta dell'impero romano al secolo XVIII, tomo II, Torino, Einaudi, 1973,  pp. 9-436, SBN CAM0009988.